# Renk.
renk. (türkisch für Farbe) ist das erste Magazin mit Perspektiven von und für People of Color und allen Interessierten und den Schwerpunkten Diversität, Anti-Rassismus, LGBTQI+, Kunst und Kultur.

## Themen
renk. vermittelt nach eigenen Angaben als erstes BIPOC Kulturmagazin mit einem hohen gestalterischen Anspruch auch einen Vermittlungsauftrag jenseits der gängigen deutschen Integrationspolitik. Es zeigt, dass Ausnahmen die Regel sind, sieht sich jenseits vom Klischee des „Mustermigranten“ und porträtiert seit Anfang 2013 Menschen und Projekte, welche in den Themenbereich Design und Kultur fallen. Dabei versteht es Kreativität als Übermittler von Identität und Kultur.
Inhaltlich beschäftigt sich das Onlinemagazin mit folgenden Themen:
- Design und Kunst
- Musik
- Tanz und Schauspiel
- Fotografie
- Film
- Literatur
- Diaspora
- Feminismus
- Rassismus
- Intersektionalität
- LGBTQI+

Zusätzlich werden stets aktuelle Veranstaltungen der BIPOC Kulturszene angekündigt sowie auch vereinzelte Verlosungen durchgeführt. Die Themen drehen sich um den Schwerpunkt Kunst und Kultur und sind mittlerweile auch politisch und gesellschaftskritisch.
Neben dem Onlinemagazin ist renk. auch auf Instagram aktiv. Hier wird Anti-Rassismus, Anti-Diskriminierungs- und Aufklärungsarbeit betrieben. Mithilfe von Sachtexten und Artikeln zu Feiertagen, Gedenktagen, Begriffserklärungen usw. werden die gesellschaftlich relevanten Themen angesprochen, erklärt und zur Diskussion angeregt.
Seit 2020 gibt es den Podcast Kahvehane („deutsch-migrantischen Kulturvereine“). Er wird von den Kölner Redakteuren Erdal Erez und Fatima Remli geführt. Auch hier wird über Themen wie Rassismus, Feminismus, Sexualität und Chancen- und Bildungsgleichheit gesprochen und gelegentlich Gäste eingeladen.
Im November 2021 wurde die dritte Ausgabe des Printmagazins veröffentlicht.

## Idee
renk. wurde von der Herausgeberin Melisa Karakuș im Rahmen ihrer Bachelor-Arbeit am Fachbereich Kommunikationsdesign der Fachhochschule Dortmund ins Leben gerufen. Das Onlinemagazin verfolgt dabei nach eigenen Angaben einen authentischen Ansatz, der sich als grenzenlos und kosmopolitisch definiert. Die einzelnen Porträts werden online zur Verfügung gestellt und schaffen damit eine öffentliche Plattform. Dazu werden regelmäßig Interviews und Fotoreportagen, Video- und Musikbeiträge online publiziert. Ein Team aus ehrenamtlichen Mitarbeitern, überwiegend mit Migrationshintergrund, unterstützt dabei die redaktionelle Arbeit. Die Hauptredaktion befindet sich in Berlin, ein weiterer Ableger in Köln. Außerdem gibt es vereinzelte Mitarbeiter im Gesamtraum der Bundesrepublik. Mit dieser Plattform möchte ein buntes Deutschland in all seinen Farbfacetten aufgezeigt werden.

## Auszeichnungen
Im Juni 2013 gewann das renk.-Magazin mit seinem Konzept den Titel Kultur- und Kreativpiloten Deutschland 2013 von der Bundesregierung für Kultur- und Kreativwirtschaft. Anschließend wurde die Plattform im März 2014 zu der Gesprächsrunde Unterwegs zum Miteinander im Café Kotti in Berlin-Kreuzberg mit dem Bundespräsidenten Joachim Gauck und im Anschluss daran ins Schloss Bellevue eingeladen. Anfang Oktober 2014 wurde renk. Teil der deutschlandweiten Google-Kampagne Deutschland25. Das Projekt zeigt, was junge Deutsche 25 Jahre nach dem Mauerfall in der Gesellschaft bewegt und selbst bewegt haben. Kurz darauf gewann das Onlinemagazin im November 2014 ein Stipendium-Programm für Social Startups und war bis Ende Mai 2015 in den Räumlichkeiten des Social Impact Labs ansässig. Das Magazin hat seinen Sitz im Designbüro Farbe., einem kreativen Coworking-Space in Berlin-Wedding.
Am 26. November 2015 wurde das Magazin in der Kategorie Multimedia mit dem 2. Platz des KAUSA Medienpreis 2015 ausgezeichnet. Dieser wird vom Bundesministerium für Bildung und Forschung vergeben.